# Бели багреми
Бели багреми су рок-блуз група из Панчева основана 1987. 
Исте године издавачка кућа Ћао саунд објављује им сингл Чувај ми се љубави. 
Године 1993, Сорабија диск из Ниша објављује први албум групе насловљен Нека те песме моје чувају. Албум је објављен само на касети.
Године 1994. Југодиск објављује албум Предај се срце.... На албуму је сарађивао Александар Кораћ, а међу осталим, обрађена је и истоимена песма сарајевских Индекса. Остали наслови су Када кажу, онда лажу, Пред Богом ме немој лагати, Ово мало душе... 
Године 2009, Југодиск издаје трећи албум групе, насловљен као Доба рокенрола. Песме Блуз за Ану Франић и Хладни блуз улице обрађене су и као видео-спотови. У насловној песми албума, за коју је текст Бора Ђорђевић, као гости се појављују Милић Вукашиновић и Александра Перовић.

## Дискографија
1. Чувај ми се љубави - 1987 - Ћао саунд
2. Нека те песме моје чувају - 1993 - Сорабија диск
3. Предај се срце... - 1994 - Југодиск
4. Доба рокенрола - 2009 - Југодиск